# Museo de las Minas de Serchs
El Museo de las Minas de Serchs es un museo dedicado a la minería del carbón que se encuentra en la colonia de Sant Corneli, en el término municipal de Serchs, comarca del Bergadá (Cataluña). Es un museo de técnica e historia que expone las relaciones entre el carbón y el entorno geológico, paisajístico, económico y humano de la comarca. Fundado en 1999, forma parte del Museo de la Ciencia y de la Técnica de Cataluña y de la Red de Museos Locales de la Diputación de Barcelona. 
La visita al museo incluya una exposición permanente ubicada en el antiguo edificio del Hogar del Minero, así como un viaje de 450 metros en vagoneta hacia el interior de la galería de San Román, regresando al exterior caminando por la mina. Esta visita guiada permite ver las duras condiciones de trabajo en el interior de la mina. La galería fue abierta en 1885 y fue explotada posteriormente por la empresa Carbones de Berga, S.A., fundada en 1911 y que estuvo activa hasta 1991.

## Exposición

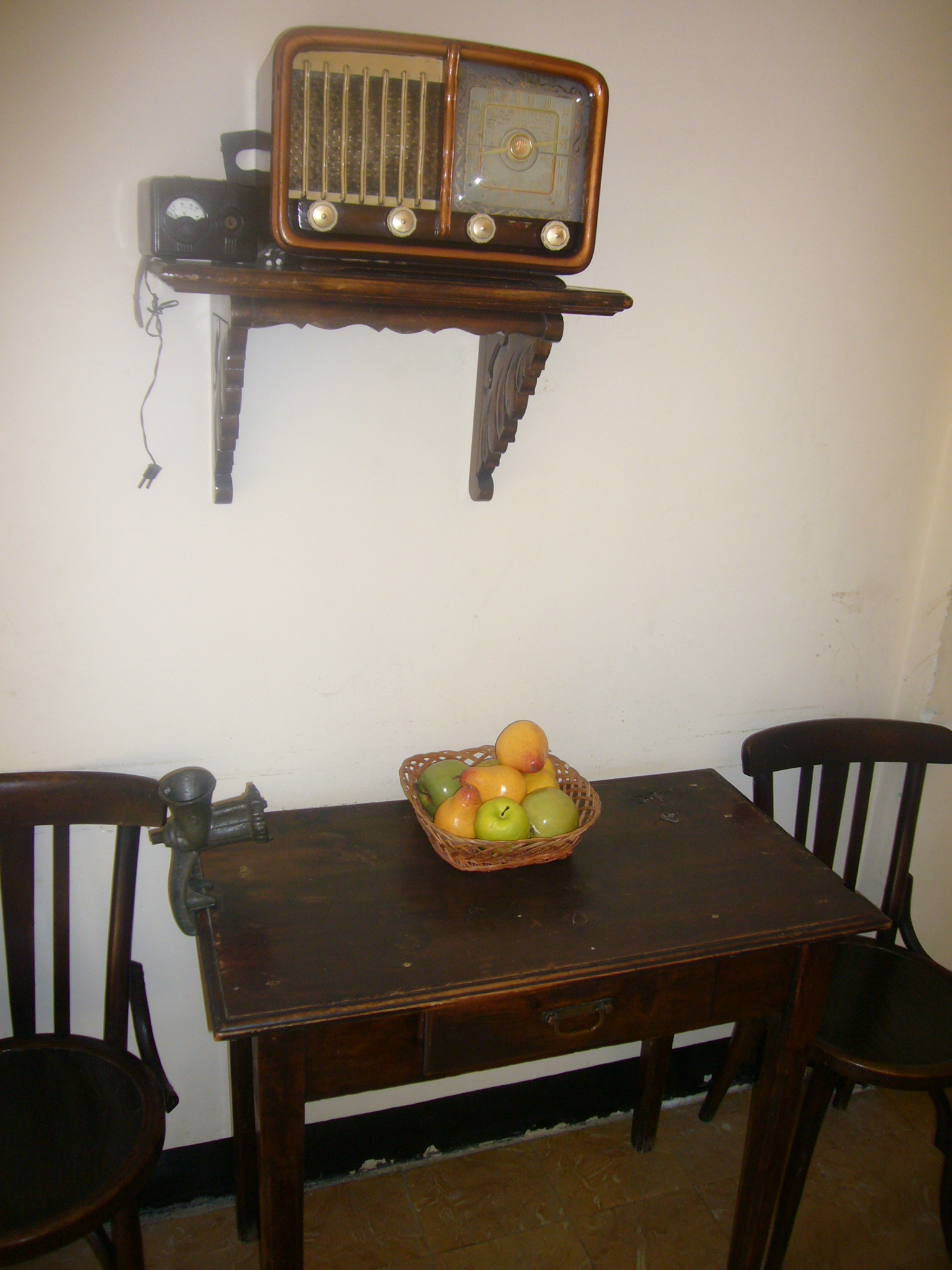
Casa minera, en la exposición permanente

La exposición permanente se divide en dos espacios: el primero, dedicado al carbón, muestra la explotación del carbón, las infraestructuras mineras, el transporte y el proceso de clasificación previo a su uso como combustible doméstico u industrial; el segundo, dedicado a la vida cotidiana en la antigua mina, tiene como hilo conductor la colonia minera de Sant Corneli y sus habitantes a partir del ocio, el trabajo de las mujeres, la escuela, el dispensario, el empresario y las reivindicaciones sociolaborales de los mineros.
La exposición incluye dos audiovisuales que describen las reivindicaciones más emblemáticas de los mineros: la revuelta de Fígols de 1932 y la huelga minera de 1977. También se muestra un hogar minero y la visita se completa con un audiovisual sobre la cuenca minera del Alto Bergadá y la visita guiada al interior de la mina, con un recorrido de 450 metros en una galería de 7 km de largo.

## Historia de la colonia de Sant Corneli

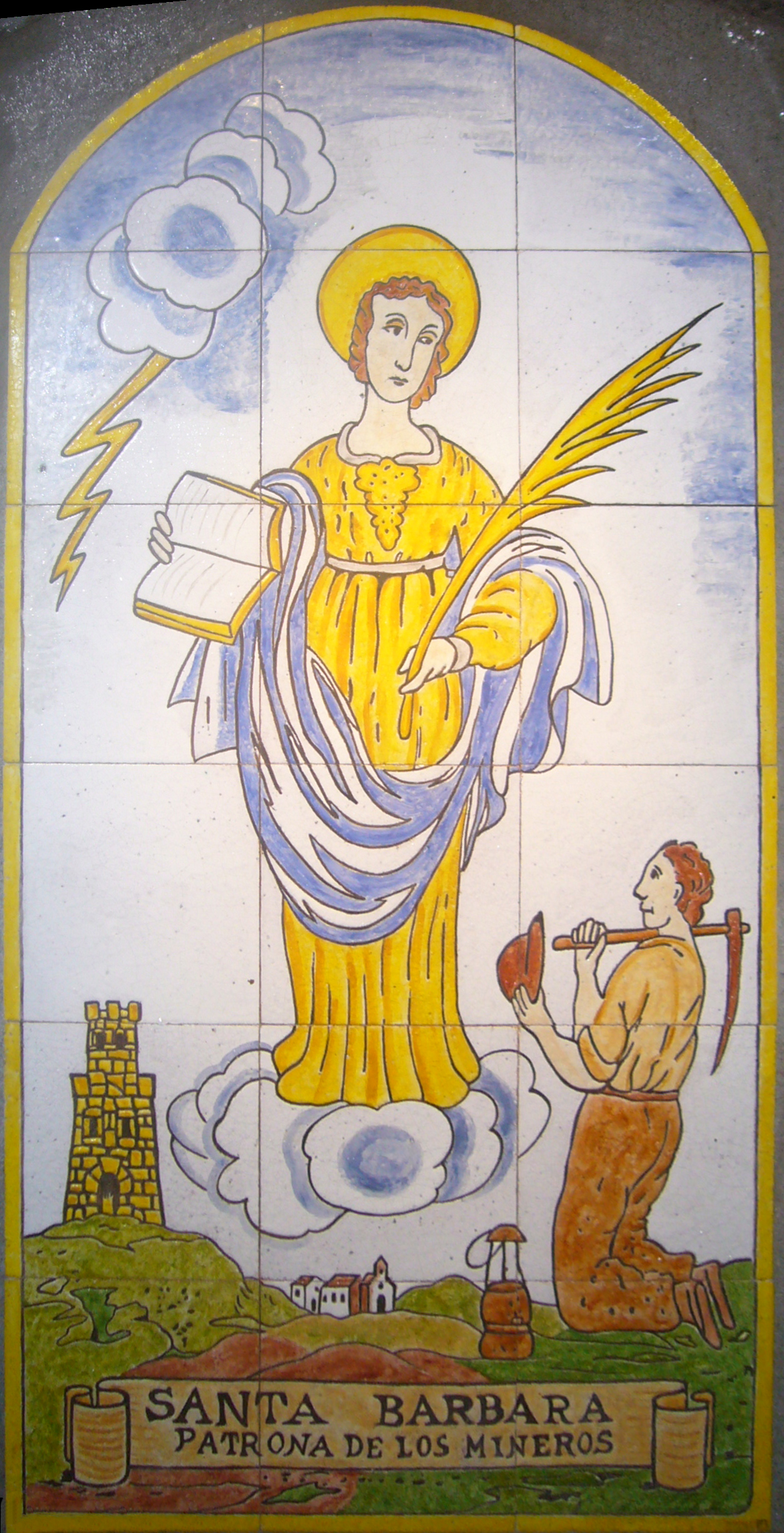
Imagen de Santa Bárbara, patrona de los mineros, en la galería de Sant Romà

La colonia de Sant Corneli, junto con las colonias vecinas de Sant Josep y la Consolació, fue el núcleo minero más importante de Cataluña y el centro con las minas más extensas, situadas en los términos municipales de Serchs, Fígols y Vallcebre. Estas minas fueron explotadas por la empresa la empresa Carbones de Berga, S.A., fundada en 1911 y activa hasta 1991.
En 1885 la empresa italiana Garaveti, Vallino, Bovío & Cía explotó la galería de Sant Romà, en Sant Corneli, y construyó los primeros edificios de lo que posteriormente sería la Colonia. En 1895 el empresario José Enrique de Olano y Loyzaga compró la totalidad de las minas de la zona de Serchs, Fígols y Peguera e inició la explotación moderna del lignito. Por ser un lugar aislado, sin comunicaciones y con necesidad de tener mano de obra estable, Olano optó por crear una colonia con viviendas y servicios básicos para los mineros. Olano apllicó el modelo de las colonias textiles, que ya funcionaban en la comarca del Bergadá y en otras zonas de Cataluña desde 1858. Se proporcionó vivienda y servicios básicos (panadería, cantina, escuela e iglesia) a los mineros y sus familias. De este modo se redujo el absentismo laboral típico de una zona rural donde los mineros eran a la vez pastores, ganaderos y campesinos.
El punto de inicio de la colonia fue el núcleo de Sant Corneli, a 960 m de altura, donde había las primeras galerías y algunos edificios: una iglesia de origen románico dedicada a San Cornelio, un molino, algunas viviendas de mineros y una cantina. A partir de este núcleo, Olano proyectó la colonia de Sant Corneli con la ayuda del ingeniero asturiano Suárez del Villar. 
Entre 1918 y 1920 se inauguraron los edificios destinados a servicios: las oficinas, el economato, el teatro, la escuela y la residencia de las monjas, reconvertida hoy en sede central del museo. Esta residencia, que acogía las aulas y los comedores de los alumnos, además de la residencia de las monjas, se convirtió en 1931 en el Hogar del Minero, sede la cafetería, la escuela, la biblioteca, la barbería y otros servicios.

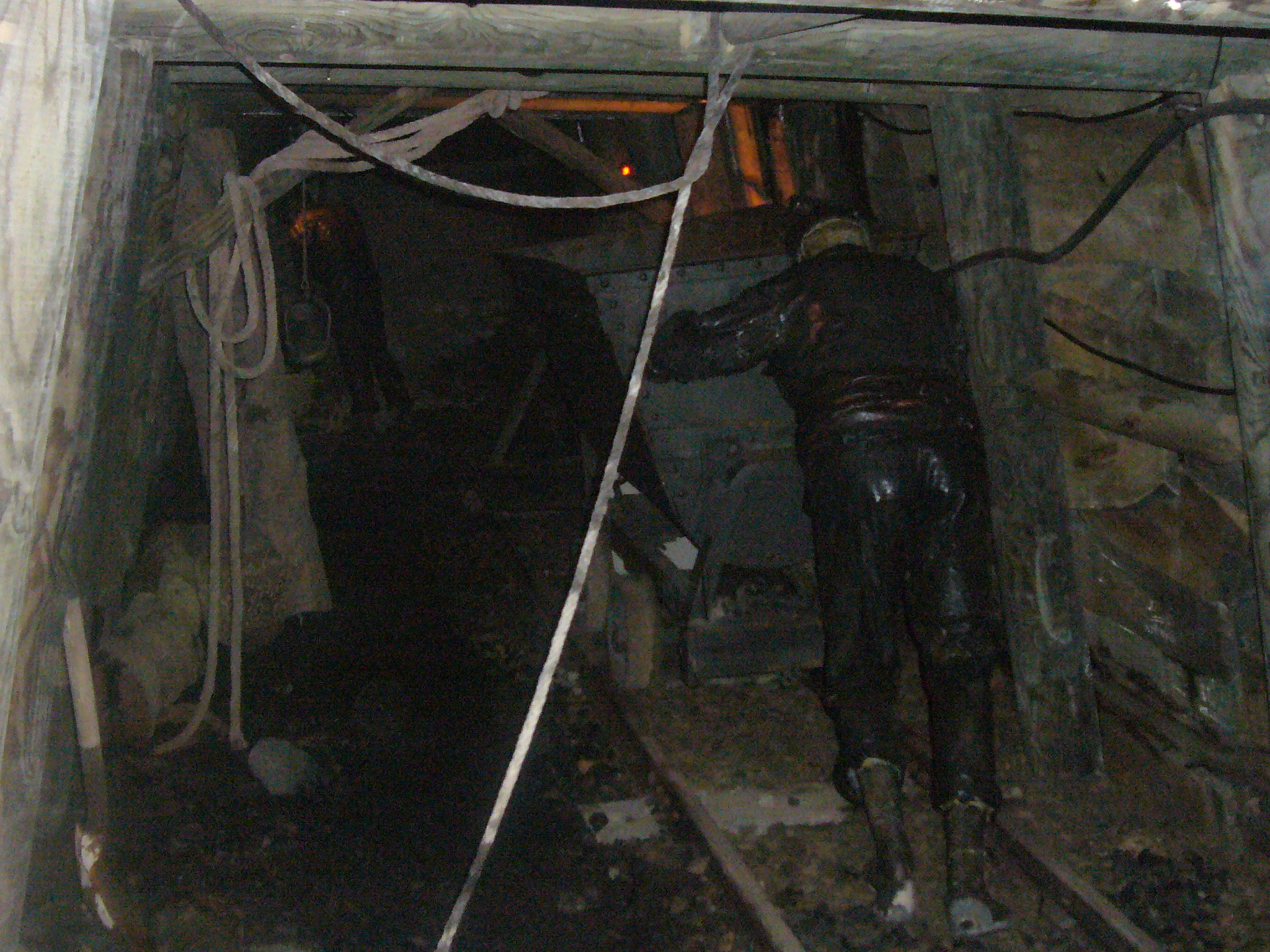
Hombre empujando una vagoneta en la galería de Sant Romà
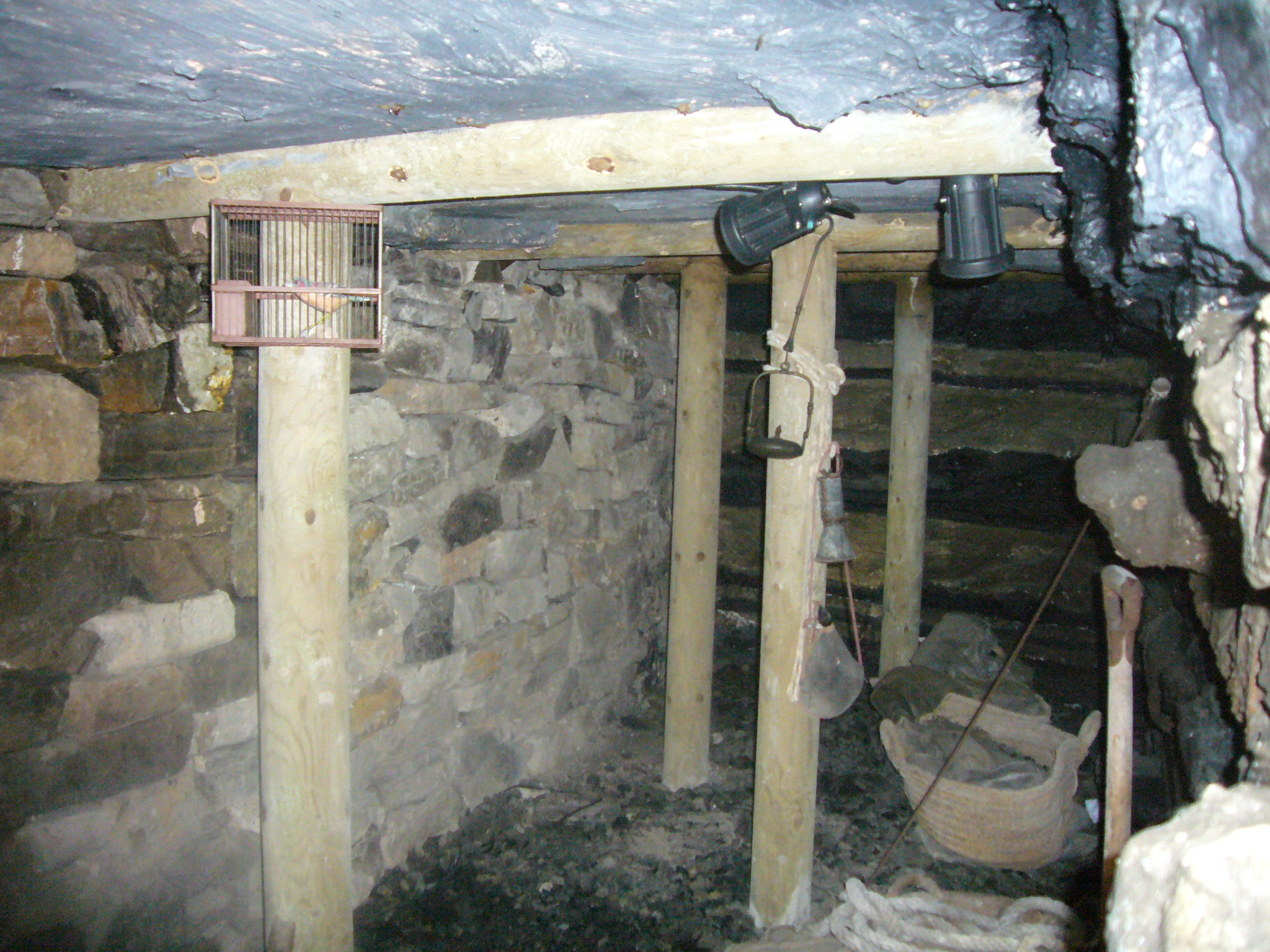
Pilares de madera y jaula de pájaro, galería de Sant Romà
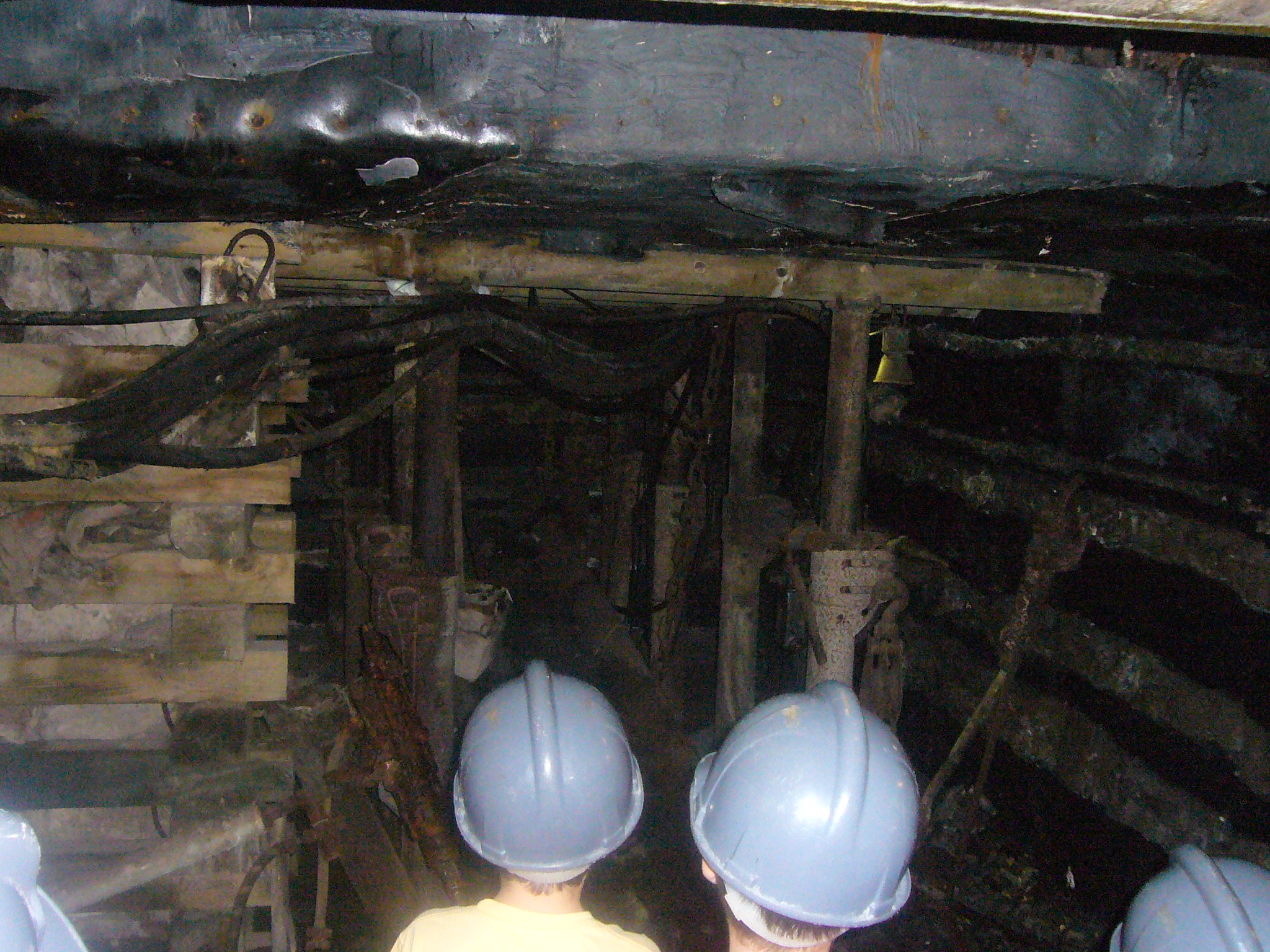
Pilares más modernos, a la galería de Sant Romà
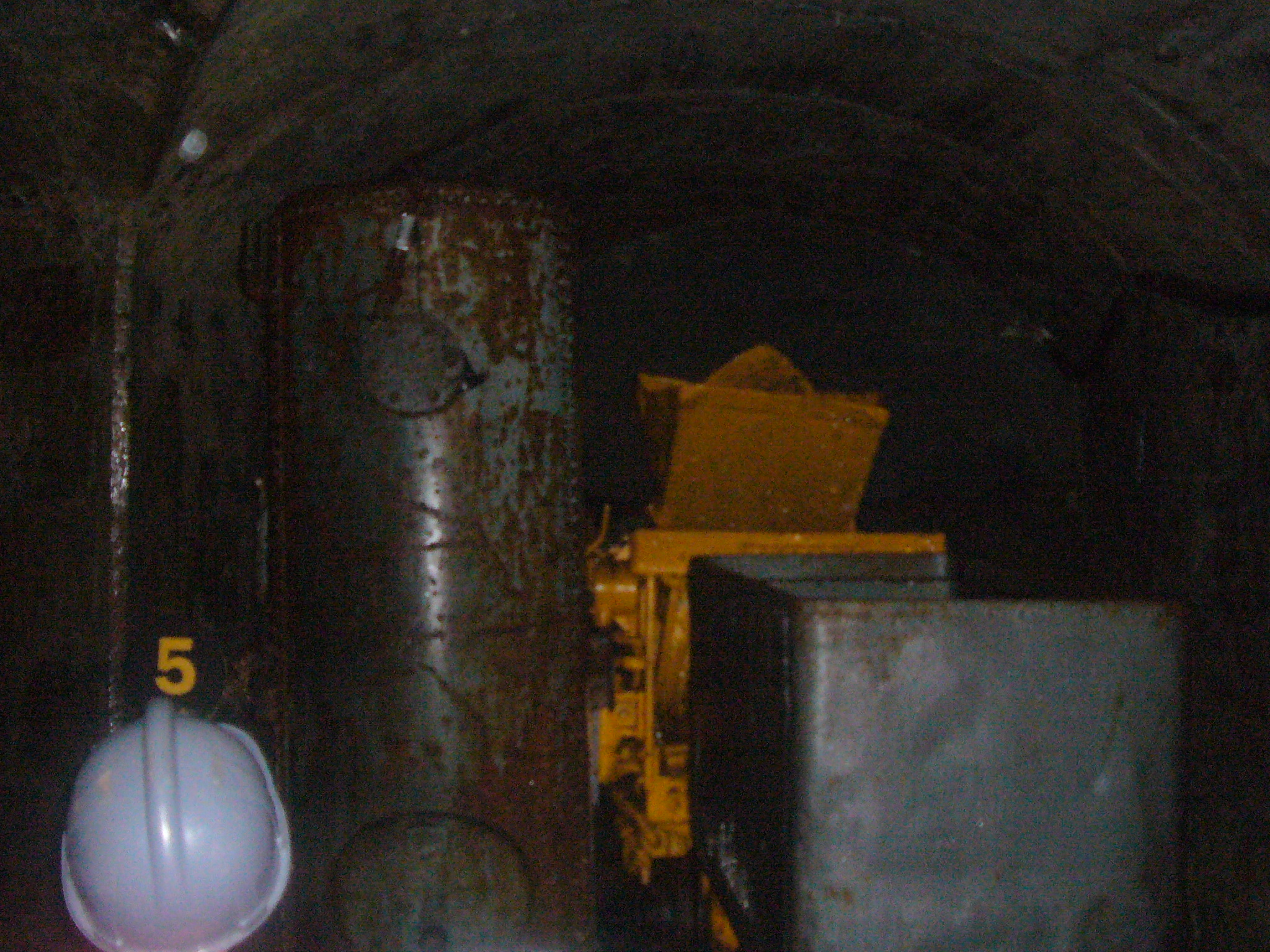
Cilindro de aire comprimido, en la galería de Sant Romà